# فيل أوستروفسكي
فيل أوستروفسكي (بالإنجليزية: Phil Ostrowski)‏ هو لاعب كرة قدم أمريكية أمريكي، ولد في 23 سبتمبر 1975 في ويلكس بار في الولايات المتحدة.

## وصلات خارجية
- فيل أوستروفسكي على موقع مرجع كرة القدم المحترفة.كوم (الإنجليزية)
- فيل أوستروفسكي على موقع JustSportsStats.com (الإنجليزية)